# بروطيا غارية الأوراق
بروطيا غارية الأوراق (الاسم العلمي: Protea laurifolia) هو نوع من النباتات يتبع جنس البروطيا من الفصيلة البروطية.